# Paradoryphoribius chronocaribbeus
Paradoryphoribius chronocaribbeus là một loài động vật đã tuyệt chủng. Chúng thuộc bộ Parachela . Loài này là hóa thạch thứ ba trong ngành gấu nước được đặt tên và mô tả vào năm 2021 từ thế Trung Tân trong hổ phách Dominican từ Cộng hòa Dominican. Hiện tại, chúng chỉ chứa một loài duy nhất là Paradoryphoribius chronocaribbeus.